# Khaled Hanafy
Khaled Mohamed Hanafy (en arabe : خالد محمد حنفي), né en 1984, est un nageur égyptien.

## Carrière
Aux Jeux africains de 2003 à Abuja, Khaled Hanafy est médaillé de bronze du 800 mètres nage libre ainsi que du 1 500 mètres nage libre.
Il est sacré champion d'Égypte du 400 mètres nage libre en 2004 au Caire.